# Provincia del Logone Occidentale
La provincia del Logone Occidentale è una delle province del Ciad, prende nome dal fiume Logone. Il capoluogo è Moundou.

## Suddivisioni amministrative
La provincia è divisa nei seguenti dipartimenti:
| Dipartimento | Capoluogo | Comuni                                                         |
| ------------ | --------- | -------------------------------------------------------------- |
| Dodjé        | Beïnamar  | Beïnamar, Beissa, Laoukassy, Tapol                             |
| Guéni        | Krim Krim | Bao, Bemangra, Doguindi, Krim Krim                             |
| Lac Wey      | Moundou   | Bah, Deli, Dodinda, Mbalkabra, Mballa Banyo, Moundou, Ngondong |
| Ngourkosso   | Bénoye    | Bénoye, Bebalem, Bekiri, Beladja, Bourou, Saar-Gogne           |